# Ropica cunicularis
Ropica cunicularis là một loài bọ cánh cứng trong họ Cerambycidae.